# 2019年アムハラ州クーデター未遂事件
2019年アムハラ州クーデター未遂事件は、2019年6月22日、エチオピアのアムハラ州において発生したクーデター未遂事件。アムハラ州の治安部隊の一部が州政府に対するクーデターを試み、アンバチュー・メコネン州大統領が殺害された。また、エチオピア国防軍参謀総長のシアレ・メコネン大将も、アムハラ民族主義勢力を支持する自身の警護官によって、副官のギザイ・アベラ少将とともに殺害された。エチオピア首相府は、アムハラ州治安部隊指揮官のアサミネウ・ツィゲ准将をクーデターの首魁として名指しし、ツィゲは逃亡先で射殺された。

## 背景
エチオピアはその歴史において民族紛争に幾度も直面してきたが、1995年憲法によって民族を単位とした連邦制が確立され、住民の大半がアムハラ人によって構成されるアムハラ州が成立した。かつてウェルカイト及びラヤ・アゼボの両地区はそれぞれベゲムデル県、ウォロ県に属していたが、この時にティグレ州へ編入された。
エチオピア人民革命民主戦線（EPRDF）と、その一翼を担うアムハラ民族民主運動（ANDM）は、「アムハラ人を代表していないばかりか、むしろ苦しめている」と非難されていた。それにも関わらず、EPRDFが政権を握っていた最初の20年の間、アムハラ民族主義は周辺的な勢力にとどまり、アムハラ人の政治的エリートらは変わらず汎エチオピア主義を支持し続け、民族自認せず自らを単に「エチオピア人」と見なしていた。そのため、2005年の総選挙においてアムハラ州の選挙民は野党の統一民主連合（CUD）と統一エチオピア民主勢力（UEDF）を圧倒的に支持した。ともすれば、それらの野党は与党に比べ汎エチオピア主義的な立場に近いと見なされていたからである。
アビィ・アハメドが政権の座についたことは、EPRDFの主要勢力であるティグレ人民解放戦線（TPLF）の弱体化を印象付け、アムハラ民族主義者はティグレ州に編入された「失地」の奪還運動を活発化させた。この動きに強く反対したのがデブレツィオン・ゲブレミカエルである 。
2019年3月、アムハラ州大統領のゲドゥ・アンダルガチョウが理由を示さず辞任したが、その最後の演説では「偏狭な民族主義」の高まりに警鐘を鳴らした。後任に就いたアンバチュー・メコネン州大統領は、政治犯として収監されていた退役軍人のアサミネウ・ツィゲを州の治安部隊指揮官に任じた。6月に入ってから、ツィゲはアムハラ民族主義者が多い治安部隊において「煽動的な」演説を行っていたとされる。

## 事件
6月22日早朝、州警察委員会本部や、州議会、州行政機関において爆発が目撃された。その直後、アメリカ大使館などがアディスアベバで銃撃が起きたことを明らかにした。エチオピア首相府は、アムハラ州平和安全局長のアサミネウ・ツィゲ准将の命令を受けた「暗殺部隊」が州政府の会議に乱入し発砲した、と公表した。ロイターによれば、この会議はツィゲが公然と民兵を募っていることを議題として開かれたという。
6月23日未明、アビィ・アハメド首相は声明を発し、エチオピア国防軍参謀総長のシアレ・メコネン大将が買収された彼の側近によって襲撃されたことを明らかにした。翌朝、Radio Dimtsi Weyaneはメコネン参謀総長と彼の副官ギザイ・アベラ少将が負傷し、その後死亡したと報じた。Amhara Mass Media Agencyは、同様にアムハラ州大統領のアンバチュー・メコネンとその顧問のEzez Wassieも殺害されたと報じた。アムハラ州司法長官Megbaru Kebedeもまた重傷を負い、6月24日に死亡した 。
ツィゲはクーデターが失敗した後も36時間に渡って拘束を逃れていた。国営メディアはツィゲが6月24日にバハルダール付近で警察に射殺されたことを確認し、共犯とされた者が数人拘束された。
メコネン参謀総長を暗殺した警護官については、相反する情報がエチオピア政府から発表された。当初は容疑者を逮捕したと発表されたが、6月24日、警察は容疑者が逮捕を逃れて自殺したと発表した。

## 結果
クーデターが失敗に終わった後も、インターネットアクセスはエチオピア全国で遮断された。エチオピア政府は2日間公式な説明を行わなかった。その後、アビィ首相は「悪の勢力」に対する団結を呼びかけ、政府は6月24日を服喪の日として半旗を掲げた。